# Pharaphodius negus
Pharaphodius negus är en skalbaggsart som beskrevs av Rudolph Petrovitz 1964. Pharaphodius negus ingår i släktet Pharaphodius och familjen Aphodiidae. Inga underarter finns listade i Catalogue of Life.